# دده أفندي
دده أفندي (ت. 1146 هـ / 1733 م) هو فقيه حنفي من علماء الدولة العثمانية.
هو محمد (بير محمد دده) بن مصطفى بن حبيب الأرضرومي ثم القسطنطيني، زين الدين، المعروف بدده أفندي. توفي منفياً في بروسة. من آثاره: «المدحة الكبرى» و «الوسيلة العظمى» و «شرح رسالة القياس» و كتاب «السياسة والأحكام» و «الوصف المحمود في مناقب الأدباء والجدود».